# Louis Hubert Willem Regout
Mr. Louis Hubert Willem Regout, ook wel Louis (II) Regout (Maastricht, 27 oktober 1861 – Rome, 27 oktober 1915), was een Nederlands ingenieur, jurist, ondernemer en politicus.

## Biografische schets

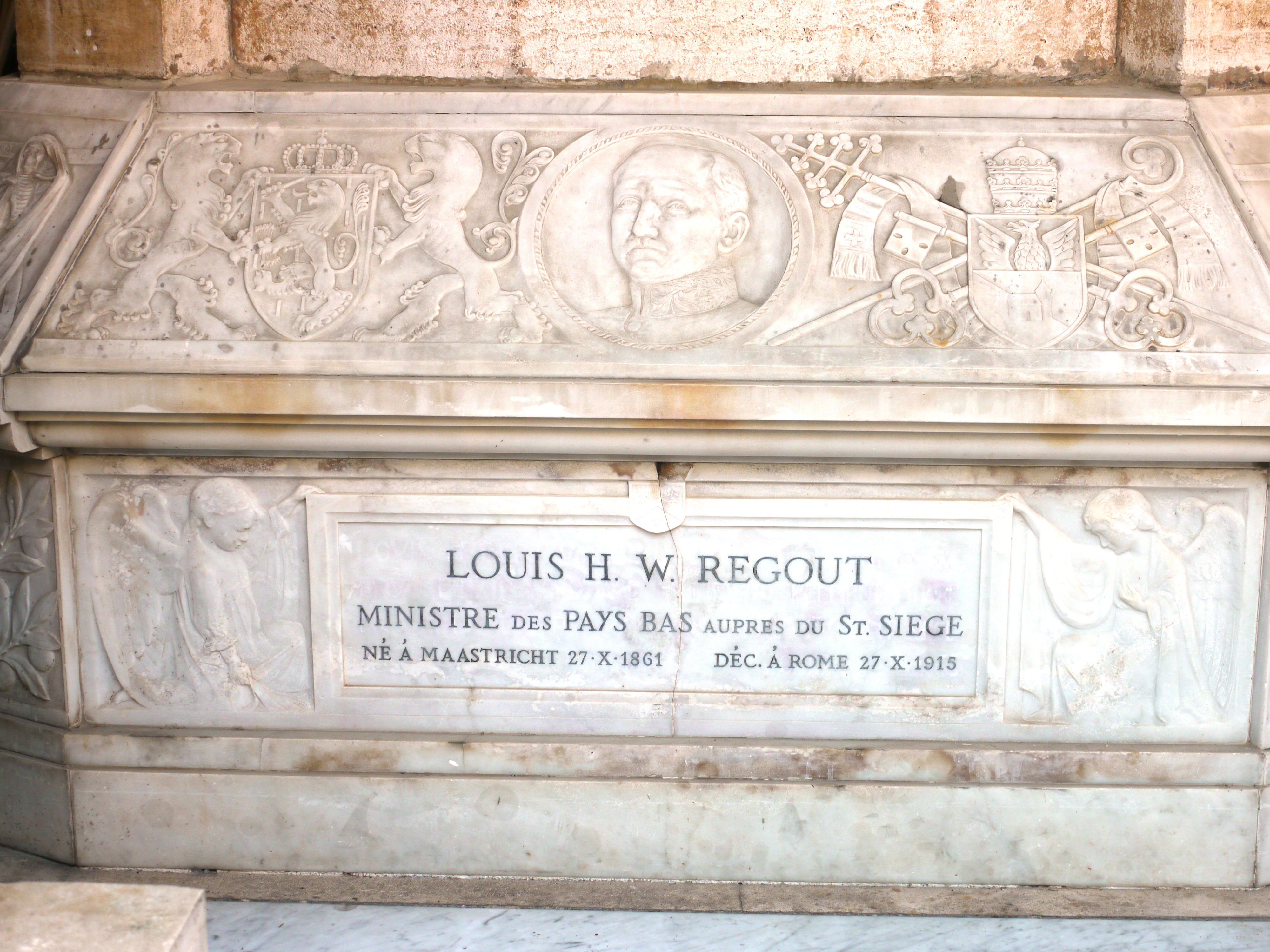
Grafmonument op het Campo Santo dei Teutonici e dei Fiamminghi te Rome

Louis Regout was een telg uit de bekende Maastrichtse fabrikantenfamilie Regout. Hij was een zoon van Louis (I) Regout en een kleinzoon van Petrus (I) Regout. Hij werd opgeleid aan het gymnasium van de jezuïeten in Katwijk aan de Rijn en deed daarna eindexamen aan het Stedelijk Gymnasium in Maastricht. Hij studeerde vervolgens civiele techniek aan de Universiteit van Luik (1878-1881) en rechten en sociale wetenschappen aan de Universiteit van Amsterdam (promotie 1896). Regout stond bekend als een joviale Limburger, principieel katholiek en fel anti-socialistisch.
In 1888 trouwde hij met de Amsterdamse Wilhelmina Joanna Everard (1867-1956), met wie hij negen kinderen kreeg. Het gezin Regout-Everard bewoonde aanvankelijk het pand "Poort van Rekem" in de Bredestraat in het centrum van Maastricht. Begin 20e eeuw was Louis met een geschat jaarinkomen van 26.000 gulden de rijkste inwoner van Maastricht, gevolgd door zijn neef Petrus (III), die in de Boschstraat woonde. Later verhuisde het gezin naar de door zijn vader gebouwde Villa Kruisdonk tussen Maastricht en Meerssen.
Regout overleed in Rome aan een ziekte, waarschijnlijk een ingewandsziekte gecombineerd met bloedarmoede. Hij werd aanvankelijk begraven op het Campo Verano en in 1922 bijgezet in een marmeren graftombe op het Campo Santo dei Teutonici e dei Fiamminghi in Vaticaanstad. Zijn echtgenote Wilhelmina Everard is begraven in de grafkapel van de familie Louis Regout op de Algemene Begraafplaats Tongerseweg in Maastricht. Louis staat daar ook op vermeld, met een verwijzing naar het graf in Vaticaanstad. In de kapel van het familiemausoleum, naast de basiliek van Meerssen, bevindt zich eveneens een gedenkplaat.
Louis Regout was ridder in de Orde van de Nederlandse Leeuw en grootofficier in de Kroonorde.

## Loopbaan
Louis Regout was een van de directeuren van het familiebedrijf van de Regouts in Maastricht, de glas-, kristal- en aardewerkfabriek De Sphinx, voorheen Petrus Regout & Co. In 1883 was hij mede-oprichter van de porseleinfabriek Mosa, oorspronkelijk gevestigd in de gemeente Meerssen, waarvan hij van 1883 tot 1909 directeur was. Hij was tevens lid van de raad van commissarissen van de Staatsspoorwegen en de Stoomvaart Maatschappij Zeeland, en verder lid van de Mijnraad (1902-1906) en curator van de Technische Hogeschool Delft (1905-1909, 1915).
Van 1895 tot 1904 was hij lid van Provinciale Staten van Limburg, vanaf 1898 tevens gedeputeerde. Van 1904-1909 was hij lid van de Eerste Kamer, waar hij onder andere pleitte voor sociale verzekeringen. Van 1909 tot 1913 was Regout minister van Waterstaat in het kabinet-Heemskerk. In dit kabinet was zijn broer Robert minister van Justitie. Regout zette zich in voor het beter bevaarbaar maken van de Maas (de Maasverbetering) en de Waal en gaf een belangrijke aanzet voor de drooglegging van de Zuiderzee. Ook werd onder zijn bewind begonnen met de verbouwing van het Tweede Kamergebouw.
Van 16 september 1913 tot 9 juli 1915 was hij buitengewoon gezant en gevolmachtigd minister in tijdelijke en bijzondere zending bij de Heilige Stoel te Rome. Tijdens de Eerste Wereldoorlog stelde hij zich anti-Duits op. Kort na het beëindigen van zijn missie overleed hij in Rome aan een ziekte.

## Nakomelingschap
Louis Hubert Willem Regout trad op 7 mei 1888 te Amsterdam in het huwelijk met Wilhelmina Joanna Everard (1868-1956), dochter van Petrus Everard en Theodora Woltman Elpers. Het echtpaar kreeg negen kinderen. De oudste zoon, Louis (III) Regout, volgde zijn vader op als bestuurder in het familiebedrijf en was tevens politicus. Een andere bekende zoon was de jezuïet Robert Regout, die vanwege zijn verzetsactiviteiten in Dachau om het leven kwam.
1. Theodora Theresia Maria ("Dora" of "Dodo") Regout (1889-1989), gehuwd met Clemens Zeno Gysbert Adriaan Josef, baron van Dorth tot Medler (1875-1947), 3 kinderen
2. Ludovicus Franciscus Hubertus ("Louis (III)") Regout (1891-1966), bestuurder Mosa, politicus, lid Eerste Kamer der Staten-Generaal, gehuwd met jkvr. Marie-Louise Paula Hubertina Josepha ("Kien") Michiels van Kessenich (1900-1997), 6 kinderen
3. Wilhelmia Emilia Maria ("Willy") Regout (1892-1986), gehuwd met Jacob Henricus Cornelis Maria ("Jaap") van der Kun (1882-1962), 3 kinderen
4. Johanna Sophia Maria ("Jo") Regout (1894-1981), gehuwd met Louis Marie de Nerée tot Babberich (1889-1970), directeur glasfabriek Stella, 6 kinderen
5. Robert Hubert Willem ("Robert") Regout (1896-1942), jezuïet, jurist, hoogleraar, verzetsman, ongehuwd, geen kinderen
6. Elisabeth Joanna Maria ("Els") Regout (1898-1952), augustines, hoofd mms "Regina Coeli" in Vught, ongehuwd, geen kinderen
7. Theodorus Josephus Hubertus ("Theo") Regout (1901-1988), geograaf, wereldreiziger en cineast, gehuwd met Luise Edle ("Mausi") von Scheibler (1911-1983), 3 kinderen
8. Eugenie Catharina Maria Regout (1903-2000), gehuwd met Anton Leo de Block (1901-1986), buitengewoon hoogleraar staatsrecht, lid van de Raad van State, 3 kinderen
9. Anton Louis Hubert Regout (1905-1928), ongehuwd, geen kinderen